# Mujong

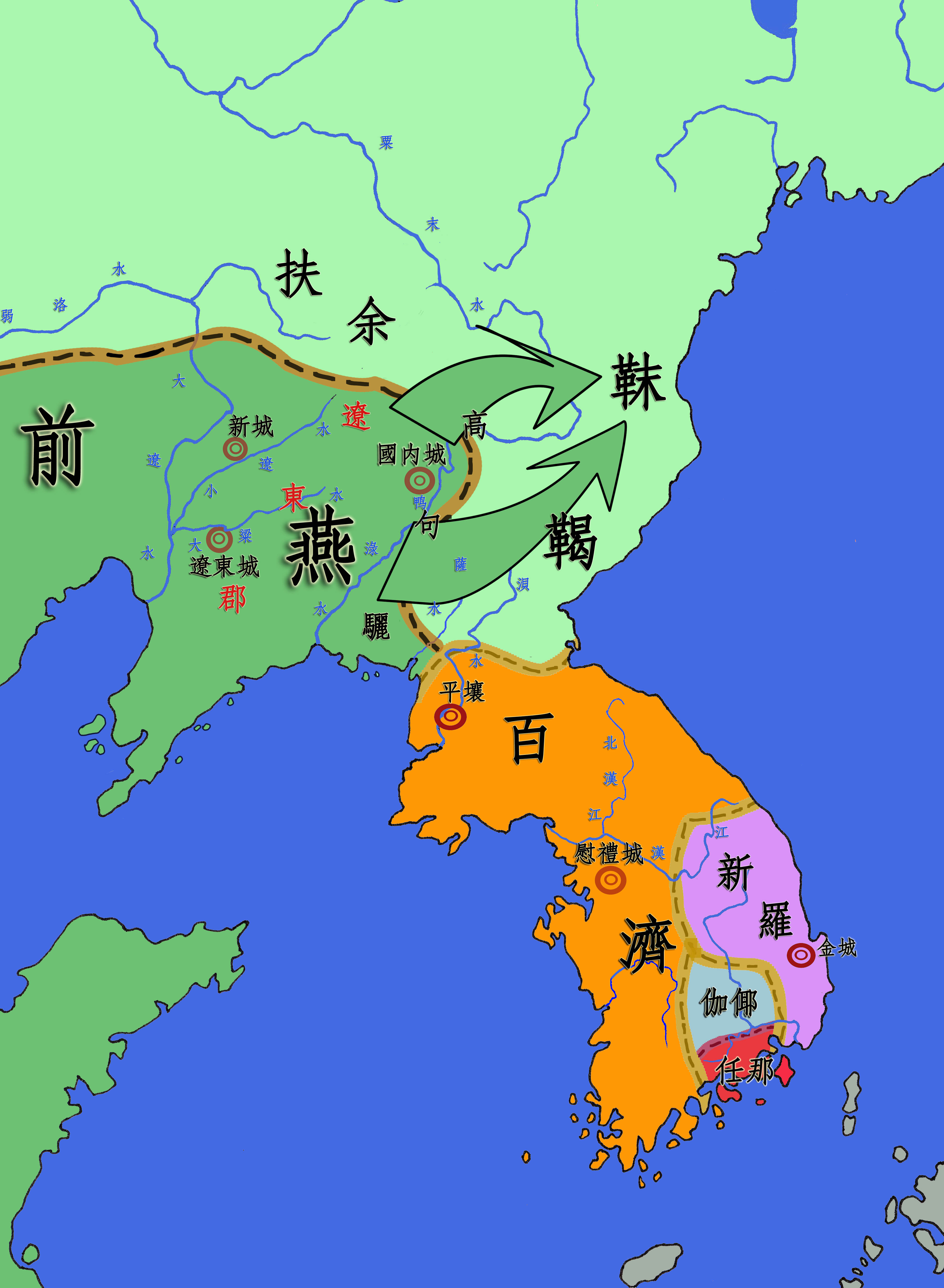
前燕对东北亚的控制

Els mujong foren un clan dels sienpei que van fundar una de les efímeres dinasties xineses del nord al segle iv.
Vers la segona meitat del segle iii, els mujong van crear un regne propi a la regió del riu Leao, al sud-oest de la moderna Manxúria, en el territori que havien deixat lliure els wu-huan. Al segle següent es van enfrontar a la Zhao anteriors fundada per un príncep xiongnu, i després a la dinastia dels Zhao posteriors (o Tchao posteriors) que es va enfonsar a la mort del sobirà Xe-Hu el 349, quan els seus hereus i els generals es van disputar la successió, i els mujong van aprofitar l'anarquia per apoderar-se de l'Hopei (entre 350 i 352), Shansi i Shantung.
De la lluita van sortir vencedors els mujong dirigits per Mujong Tsiun (349-360) que vers el 350 va establir la seva capital a Yen (Ki) la moderna Pequín o Beijing, i més tard, el 357, a Yé (Tchang-to), i finalment Luoyang en 664. La seva nissaga fou coneguda com a dinastia dels Yen anteriors o Yan anteriors o Ts'ien Yen (349-370). El 364 el seu successor encara dominava Lo-yang que efímerament havia estat recuperada pels Jin meridionals, i va avançar cap a la riba nord del Huau-ho el 366.
El 369 el rei de la dinastia dels Jin anteriors (o Qion o Ts'in anteriors o Ts'ein Ts'in), Fu Kien, va ocupar Lo-yang als mujong i tot seguit T'ai-yuan i finalment Yé (Tchang-tö) la capital, on va fer presoner al seu rei i va posar fi a la dinastia dels Yen anteriors, incorporant els seus territoris (Hopei, Shansi, Shantung i Honan) als que ja posseïa al Shensi. El 376 després de dues campanyes contra Liang anteriors i l'estat de Dai, Fú Jiān dels Qin anteriors va tornar a unificar tot el nord de la Xina però el 383 va ser decisivament derrotat en la batalla del Riu Fei per l'exèrcit dels Jin Oriental. Després de la batalla, les forces Jin van avançar cap al riu Groc i van recuperar gran part de terreny xinès, i la derrota va provocar una gran inestabilitat i tot i que la dinastia dels Jin anteriors va durar fins al 394, Murong Chui es va apoderar de Hopei i el Shantung en 384 on va fundar una dinastia coneguda per dinastia dels Yen posteriors que va durar fins al 407, i la seva antiga capital Chang'an cauria l'any 385 en mans dels Xianbei de la Dinastia dels Yen Occidentals, que només va durar fins al 394, quan va caure en mans dels Yen posteriors, i el mateix Fu Jiān moriria el 385 a mans del seu antic general Yao Chang, que fundaria la Dinastia dels Jin posteriors a Shensi i part de Honan, que cauria a mans de la Dinastia Jin en 417.

## Reis de la dinastia dels Yan anteriors (noms en transcripció moderna)
| Nom de temple          | Nom pòstum               | Nom de família i nom normal | Duració del regnat | Nom de l'era i duració                                                                         |
| ---------------------- | ------------------------ | --------------------------- | ------------------ | ---------------------------------------------------------------------------------------------- |
| Taizu (太祖 Taìzǔ)     | Wenming (文明 Wénmíng)   | 慕容皝 Mùróng Huǎng         | 337-348            | Yanwang (燕王 Yànwáng) 337-348                                                                 |
| Liezong (烈宗 Lièzōng) | Jingzhao (景昭 Jǐngzhāo) | 慕容儁 Mùróng Jùn           | 348-360            | Yanwang (燕王 Yànwáng) 348-353 Yuanxi (元璽 Yuánxǐ) 353-357 Guangshou (光壽 Guāngshoù) 357-360 |
| Did not exist          | You (幽 Yōu)             | 慕容暐 Mùróng Wěi           | 360-370            | Jianxi (建熙 Jiànxī) 360-370                                                                   |

## Reis de la dinastia dels Yan posteriors (noms en transcripció moderna)
| Nom de Temple | Nom pòstum             | Nom de família i nom normal                    | Duració del regnat | Nom de l'era i duració                                          |
| --- | ---------------------- | ---------------------------------------------- | ------------------ | --------------------------------------------------------------- |
| Shizu (世祖 Shìzǔ) | Wucheng (武成 Wǔchéng) | 慕容垂 Mùróng Chuí                             | 384-396            | Yanwang (燕王 Yànwáng) 384-386 Jianxing (建興 Jiànxīng) 386-396 |
| Liezong (烈宗 Lièzōng) | Huimin (惠愍 Huìmǐn)   | 慕容寶 Mùróng Bǎo                              | 396-398            | Yongkang (永康 Yǒngkāng) 396-398                                |
| Desconegut | Desconegut             | 蘭汗/兰汗 Lán Hàn                              | 398                | Qinglong (青龍/青龙 Qīnglóng) 398                               |
| Zhongzong (中宗 Zhōngzōng) | Zhaowu (昭武 Zhāowǔ)   | 慕容盛 Mùróng Shèng                            | 398-401            | Jianping (建平 Jiànpíng) 398 Changle (長樂 Chánglè) 399-401     |
| Desconegut | Zhaowen (昭文 Zhaowén) | 慕容熙 Mùróng Xī                               | 401-407            | Guangshi (光始 Guāngshǐ) 401-406 Jianshi (建始 Jiànshǐ) 407     |
| Desconegut | Huiyi (惠懿 Huìyì)     | 慕容雲/慕容云 Mùróng Yún¹ o 高雲/高云 Gāo Yún¹ | 407-409            | Zhengshi (正始 Zhèngshǐ) 407-409                                |
| 1 El nom de família de Gao Yun fou canviat a Murong quan fou adoptat per la família reial. Si Gao Yun es comptat com un rei dels Yan posteriors, aquest estat va acabar el 409 i si no, el 407. |                        |                                                |                    |                                                                 |

## Reis de la dinastia dels Yan occidentals (nom en transcripció moderna)
| Nom de temple | Nom pòstum   | Nom de família i normal | Duració | Nom de l'era i duració                                    |
| ------------- | ------------ | ----------------------- | ------- | --------------------------------------------------------- |
| No existeix   | No existeix  | 慕容泓 Mùróng Hóng      | 384     | Yanxing (燕興 Yànxīng) 384                                |
| No existeix   | Wei (威 wēi) | 慕容沖 Mùróng Chōng     | 384-386 | Yanxing (燕興 Yànxīng) 384 Gengshi (更始 Gèngshǐ) 385-386 |
| No existeix   | No existeix  | 段隨 Duàn Suí           | 386     | Changping (昌平 Chāngpíng) 386                            |
| No existeix   | No existeix  | 慕容顗 Mùróng Yǐ        | 386     | Jianming (建明 Jiànmíng) 386                              |
| No existeix   | No existeix  | 慕容瑤 Mùróng Yáo       | 386     | Jianping (建平 Jiànpíng) 386                              |
| No existeix   | No existeix  | 慕容忠 Mùróng Zhōng     | 386     | Jianwu (建武 Jiànwǔ) 386                                  |
| No existeix   | No existeix  | 慕容永 Mùróng Yǒng      | 386-394 | Zhongxing (中興 Zhōngxīng) 386-394                        |